# Aega nanhaiensis
Aega nanhaiensis is een pissebed uit de familie Aegidae. De wetenschappelijke naam van de soort is voor het eerst geldig gepubliceerd in 2007 door Yu.